# پادشاه دست‌نشانده
پادشاه دست‌نشانده یا امپراتور دست‌نشانده، پادشاه یا امپراتوری است که در قالب یک حاکم اسمی، نصب شده یا تحت حمایت قرار گرفته است، در حالی که کنترل سیاسی و اقتصادی در دست نصب‌کننده یا حامی وی در این منصب است.

## فهرست
- شاهزاده آیمونه، شاه کرواسی
- پویی، مانچوکوئو
- بائو دای، امپراتور ویتنام
- لویی بناپارت پادشاهی هلند (۱۸۱۰–۱۸۰۶)
- Manco Inca, امپراتور امپراتوری اینکا
- رومولوس آگوستولوس، امپراتور امپراتوری روم غربی
- Sisowath Monivong، کامبوج
- ژوزف بناپارت اسپانیا
- John Balliol اسکاتلند
- امپراتور شیان هان چین